# Autostrada A573 (Niemcy)
Autostrada A573 (niem. Bundesautobahn 573 (BAB 573) także Autobahn 573 (A573)) – autostrada w Niemczech przebiegająca z północy na południe i łącząca autostradę A61 z drogą B266 koło Bad Neuenahr-Ahrweiler w Nadrenii Północnej-Westfalii.
Autostrada miała stanowić południowy koniec autostrady A31, której rozbudowę zawieszono.